# Peter Odhiambo (boxe anglaise, 1966)
Pour les articles homonymes, voir Peter Odhiambo.
Peter Opiyo Odhiambo est un boxeur kényan né le 20 octobre 1966.

## Carrière
Peter Odhiambo, surnommé Dynamite, commence sa carrière au Madison Square Garden Gymnasium du Nakuru Amateur Boxing Club dans les années 1980.
Il est médaillé de bronze dans la catégorie des poids mi-lourds aux Jeux du Commonwealth de Victoria en 1994 puis médaillé d'or dans cette même catégorie aux Jeux africains de Harare en 1995.
Il participe aux Jeux olympiques d'été de 1996 à Atlanta, où il est éliminé au premier tour dans la catégorie des poids mi-lourds par le Camerounais Paul Mbongo (en).
Il est entraîneur de boxe au Kaloleni Social Hall de Nakuru depuis 2017.